# Königliches Schloss (Bukarest)

Das Königliche Schloss zu Bukarest

Das Königliche Schloss (rumänisch Palatul Regal) im Zentrum von Bukarest war bis 1947 die Residenz der Könige von Rumänien und ist seit 1950 der Sitz des Nationalen Kunstmuseums Rumäniens. 

## Geschichte

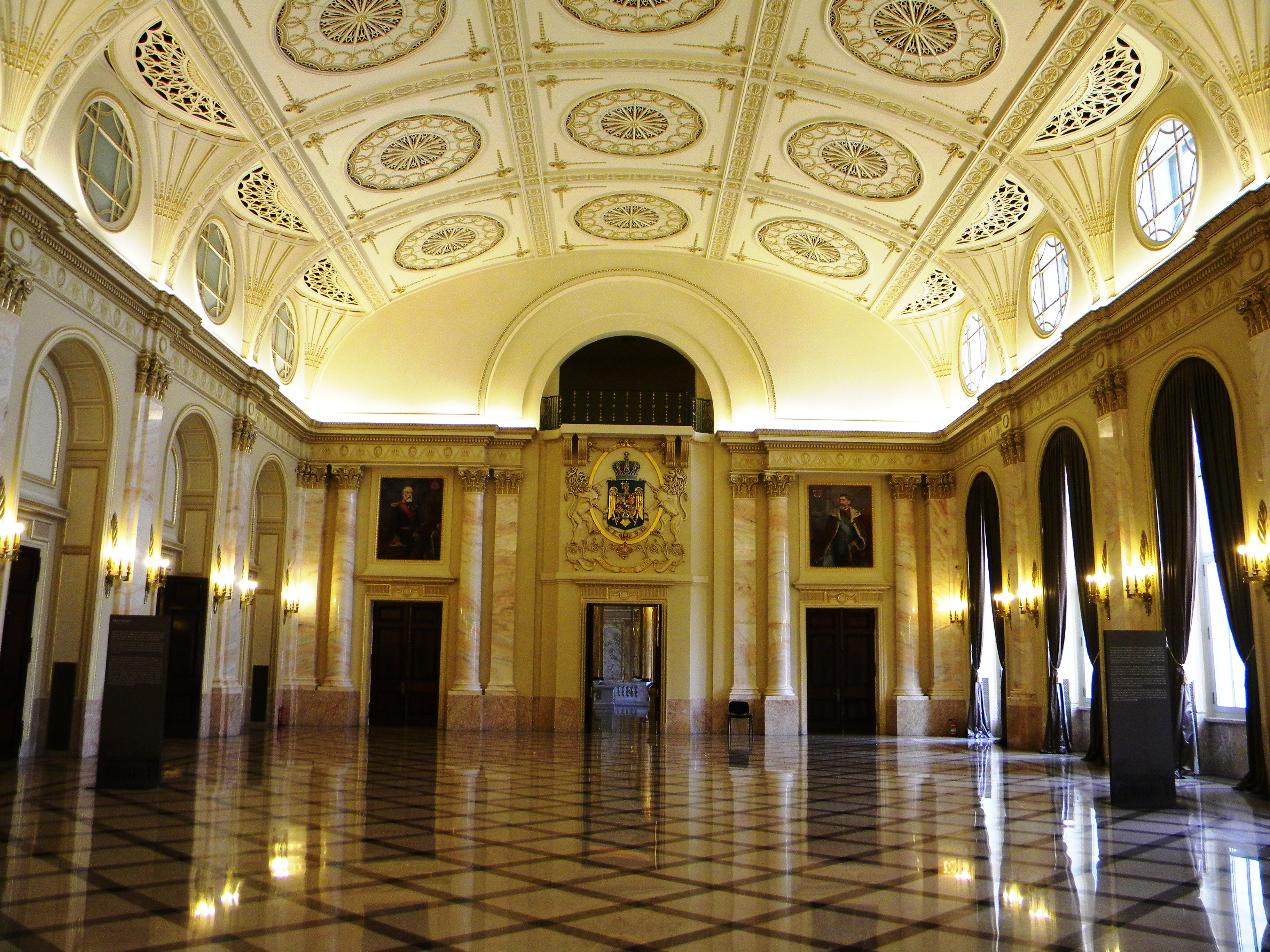
Der Thronsaal

Die Geschichte des Bukarester Schlosses beginnt 1820, als Dinicu Golescu an dieser Stelle ein Palais errichtete, das Alexandru Ghica ab 1837 umbaute und erweiterte. Im Fürstentum Rumänien diente es ab 1859 Alexandru Ioan Cuza und ab 1866 Karl von Hohenzollern-Sigmaringen als Schloss.
Nach Gründung des Königreiches Rumänien beauftragte der nunmehrige erste König Karl I. 1882 die Architekten Paul Gottereau und Karel Liman mit dem Umbau und der Erweiterung des Schlosses, das bis 1906 seine heutige Ausdehnung erreichte. In seinem Testament legte Karl I. fest, dass seine Kunstsammlung dem Königshaus erhalten bleiben sollte. Während der Herrschaft von Ferdinand I. zerstörte 1926 ein Brand den Mittelflügel des Gebäudes. Der Wiederaufbau begann 1930 unter Karl II., der die Architekten Nicolae Nenciulescu und Arthur Lorentz damit beauftragte, und endete 1940 unter Michael I. Das alte Palais wurde abgerissen, um Platz für das neue Schloss zu schaffen, das auch Ausstellungsräume für die Kunstsammlungen beherbergen sollte. Zunächst wurde der Mittelflügel wiederaufgebaut, dann ein neuer Südflügel (1935–1937) und schließlich ein neuer Nordflügel (1938–1940) errichtet. Nach dem Königlichen Staatsstreich in Rumänien während des Zweiten Weltkrieges wurde auch das Gebäude am 31. August 1944 durch von Hitler befohlene Luftangriffe beschädigt.
Nach Beginn der kommunistischen Diktatur wurde das Schloss 1948 zum „Palast der Republik“ und der Thronsaal zum „Saal des Ministerrates“ erklärt. In den restaurierten Räumen eröffnete 1950 das Nationale Kunstmuseum mit der Galerie für rumänische Kunst, der Galerie für ausländische Kunst und der Galerie für altrumänische Kunst. 1965 wurde der kommunistische Staats- und Parteichef Gheorghe Gheorghiu-Dej im Schloss aufgebahrt. Sein Nachfolger Nicolae Ceaușescu nutzte die Räume zu repräsentativen Zwecken. Bei der Revolution von 1989 wurden große Teile des Gebäudes beschädigt und viele Werke der Sammlung zerstört. Zwischen 1990 und 2000 blieb es wegen umfassender Restaurierung geschlossen. Dabei wurden nicht nur die Ausstellungsräume des Kunstmuseums, sondern auch ein Teil der Prunkräume des Königshauses wiederhergestellt. Seitdem dient das Bukarester Schloss erneut als Sitz des Nationalen Kunstmuseums Rumäniens. 2017 wurde der letzte König Michael I. im Thronsaal aufgebahrt.